# かやき
かやきとは、主に秋田県など日本海側の東北地方で食べられる鍋料理の一種。かやきとは、貝焼きが訛った言葉であり、現在でもこの種の鍋料理を「貝焼き」と書くことがある。

## 概要
大きなホタテの貝殻を鍋代わりとし、季節の魚（ハタハタ、カワヤツメなど）、野菜、豆腐、茸などを味付けしただし汁で煮込む。貝の鍋は一人が一枚を用い、小さな七輪の上で加熱した。調味にしょっつる（ハタハタから作られた魚醤）を用いるものは特にしょっつるかやき（貝焼き）という。また、カワヤツメのかやきは、新鮮なカワヤツメを（皮、軟骨、内臓、卵、血液などもそのままで）ぶつ切りにしてネギやゴボウ、春菊と共に味噌味のだし汁で煮た鍋である。日本で賞味されることの少ないカワヤツメの鮮魚を用いた秋田の冬の味覚となっている。
「かやき」は、本来は貝殻を用い、貝からの出汁も利用しようとするものだが、秋田県内陸部などでは貝を利用しない鍋物料理も「かやき」と呼ばれることが多い。材料が多様になった現在の貝焼きは、寄せ鍋に似ている。
なお、貝殻を用いる鍋料理の方法は『料理物語』などで古くから知られており、島根県には鴨肉やセリを用いたすき焼き風の貝焼きがある。こちらは貝焼き（かいやき）と呼ぶ。鍋にする貝殻もアワビを用いている。
秋田市の町おこし団体・秋田かやき協議会が愛Bリーグに加盟し2011年のB-1グランプリ姫路大会に初出場したものの、ボランティアスタッフが少ないことを理由に正会員から準会員に降格させられたため、2012年のB-1グランプリ北九州大会には出場できなくなった。